# São Raimundo EC (Manaus)
 São Raimundo EC is een Braziliaanse voetbalclub uit Manaus in de staat Amazonas.

## Geschiedenis
In 1915 werd de club Risópolis Clube Recreativo opgericht. Op 8 november 1918 werd de naam gewijzigd in Risófoli Clube Recreativo, deze datum wordt als oprichtingsdatum gezien. In december van dat jaar werd de naam São Raimundo aangenomen. 
In 1956 speelde de club voor het eerst in het staatskampioenschap van Amazonas en in 1961 werd de eerste titel behaald. In 2018 degradeerde de club na 22 jaar uit de hoogste klasse.

## Erelijst
Campeonato Amazonense
1961, 1966, 1997, 1998, 1999, 2004, 2006
Copa Norte
1999, 2000, 2001